# Herb Grodkowa
Herb Grodkowa – jeden z symboli miasta Grodków i gminy Grodków w postaci herbu.

## Wygląd i symbolika
Herb przedstawia w polu srebrnym basztę czerwoną o pięciu zębach blankowania i gotyckim oknie z kolumienką, czarnym, oraz z dwiema wieżyczkami czerwonymi, z których każda z czterema zębami blankowania i ostrołukowym oknem czarnym. Całość na tarczy typu hiszpańskiego. 

## Historia
Herb wzorowany jest bezpośrednio na najstarszych pieczęciach miejskich Grodkowa, z XIII/XIV wieku. Zatwierdzony 31 maja 2017 w statucie gminy.